# JavaServer Faces
JavaServer Faces (JSF) — это Java спецификация для построения компонентно-ориентированных пользовательских интерфейсов для веб-приложений, написанный на Java. Он служит для того, чтобы облегчать разработку пользовательских интерфейсов для Java EE-приложений. В отличие от прочих MVC-фреймворков, которые управляются запросами, подход JSF основывается на использовании компонентов. Состояние компонентов пользовательского интерфейса сохраняется, когда пользователь запрашивает новую страницу и затем восстанавливается, если запрос повторяется. Для отображения данных обычно используется JSP, Facelets, но JSF можно приспособить и под другие технологии, например XUL.
Технология JavaServer Faces включает:
- Набор API для представления компонентов пользовательского интерфейса (UI) и управления их состоянием, обработкой событий и валидацией вводимой информации, определения навигации, а также поддержку интернационализации (i18n) и доступности (accessibility).
- Специальная библиотека JSP тегов для выражения интерфейса JSF на JSP странице. В JSF 2.0 в качестве обработчика представления используется технология Facelets которая пришла на замену JSP.

Созданная быть гибкой, технология JavaServer Faces усиливает существующие стандартные концепции пользовательского интерфейса (UI) и концепции Web-уровня без привязки разработчика к конкретному языку разметки, протоколу или клиентскому устройству. Классы компонентов пользовательского интерфейса, поставляемые вместе с технологией JavaServer Faces, содержат функциональность компонент, а не специфичное для клиента отображение, открывая тем самым возможность рендеринга JSF-компонент на различных клиентских устройствах. Совмещая функциональность компонент интерфейса пользователя со специальными рендерерами, разработчики могут конструировать специальные теги для заданного клиентского устройства. В качестве удобства технология JSF предоставляет специфичный рендерер и специальную библиотеку JSP-тегов для рендеринга на HTML-клиенте, позволяя разработчикам приложений на J2EE платформе использовать технологию JSF в своих приложениях.

## Версии JSF
- JSF 1.0 (11.03.2004) — первоначальный выпуск по спецификации JSF
- JSF 1.1 (27.05.2004) — исправление ошибок. Существенных изменений нет.
- JSF 1.2 (11.05.2006) — исправление ошибок. Существенных изменений нет.
  - улучшения дают временное решение для проблемы спутанного контента[2]
  - обеспечивается XML Schema для файлов конфигурации вместо использования DTD
  - улучшения позволяют приложениям работать с многофреймовым или многооконным пользовательским интерфейсом.
  - улучшения библиотеки тегов f: для улучшения покрытия TCK, события жизненного цикла f: view и другие небольшие усовершенствования.
  - улучшенная поддержка декоратора для объектов API
  - процедура сохранения состояния клиента стала лучше защищена.
  - решена проблема двойного нажатия кнопки
  - спецификация переразбита на стандартную и нестандартную части, чтобы сделать реализацию проще
  - исправлены ошибки связанные с портлетами
  - небольшие исправления спецификации
- JSF 2.0 (19.10.2009) — Основной пересмотр спецификации с учётом опыта разработки. Объединение с Java EE 6.
- JSF 2.1 (22.11.2010) — Технический выпуск для поддержки JSF 2.0. Очень незначительное количество изменений по спецификации.
- JSF 2.2 (21.05.2013) — Представлены новые концепции, такие как состояние "без состояния", поток страниц и возможность создания переносимых ресурсных контрактов.
- JSF 2.3 (28.03.2017) — Основные возможности: поиск выражений, URL без расширений, проверка bean-компонентов для полных классов, push-сообщения с использованием WebSocket, улучшенная интеграция с CDI.

## Критика
JSF версий 1.* фактически не предоставлял высокоуровневой поддержки для обработки GET-запросов, что существенно усложняло разработку приложений, базирующихся на REST-принципах. Во второй версии спецификации этот недостаток практически полностью устранён.
Разработчик языка Java, Джеймс Гослинг, охарактеризовал технологию JSP, лежащую в основе JSF, как «проект-клон Microsoft ASP, который был создан, только чтобы продемонстрировать насколько сама подобная идея плоха; но модель почему-то отказалась умирать».

## Библиотеки и компоненты
- PrimeFaces
- MyFaces
- Tomahawk Архивная копия от 28 мая 2014 на Wayback Machine
- Trinidad Архивная копия от 13 апреля 2010 на Wayback Machine
- Tobago
- Orchestra Архивная копия от 13 октября 2009 на Wayback Machine
- ICEFaces
- OpenFaces
- RichFaces[5]